# Manoir de la Calvinière
Le manoir de la Calvinière est un manoir situé à Auverse, en France.

## Localisation
Le manoir est situé dans le département français de Maine-et-Loire, sur la commune d'Auverse.

## Historique
L'édifice est inscrit au titre des monuments historiques en 1986. Sont protégés : les façades et toitures du manoir, du pigeonnier et des communs, ainsi que la grille d'entrée (arrêté du 13 mai 1986).